# Sceau du Colorado
Le Sceau du Colorado fut adopté le 15 mars 1877 par la première assemblée générale de l'État.
Il est officiellement décrit de la façon suivante :
Au sommet est l'œil de la Providence ou « All Seeing Eye » à l'intérieur d'un triangle, d'où proviennent des rayons dorés sur les deux faces. Au-dessous de l'œil est un parchemin, le faisceau romain, un faisceau de tiges de bouleau ou d'orme avec une bataille ax liés par des lanières rouges et portant sur une bande de rouge, blanc et bleu, le mot « Union et la Constitution ». Le faisceau de tiges liées ensemble symbolise la force qui fait défaut dans une simple tige. La hache symbolise l'autorité et le leadership. Au-dessous, le rouleau est le bouclier héraldique, dans la partie supérieure portant sur un sol rouge trois montagnes enneigées avec les nuages au-dessus d'eux. La moitié inférieure de la plaque de protection du mineur dispose de deux outils, le marteau et la pioche, croisés sur un terrain d'or. Au-dessous de l'écran en demi-cercle, telle est la devise, Sine Numine Nil, les mots latins signifiant « rien sans la Divinité », et en bas les chiffres de 1876, l'année qui a vu le Colorado devenir un État des États-Unis.